# Hiroshi Mitsuzuka
Hiroshi Mitsuzuka (三塚博, Mitsuzuka Hiroshi) était un homme politique vétéran né le 1er août 1927 et mort le 25 avril 2004. Il était un membre du parti libéral-démocrate (PLD) au Japon. Il a représenté son parti à la chambre des représentants de 1972 à 2003. De plus, il a été ministre des Transports, ministre du Commerce international, ministre des Finances et ministre des Affaires étrangères.

## Biographie
Mitsuzuka est né dans la ville de Misato dans la préfecture de Miyagi, le 1er août 1927,. Il a d'abord obtenu un diplôme en médecine vétérinaire avant d'obtenir un diplôme de droit à l'Université Waseda.

## Carrière

### Carrière au PLD
Mitsuzuka était un membre dirigeant du parti libéral-démocrate, étant un membre de la Seirankai. Il a également été secrétaire de la Diète du Japon. Il a été élu pour la première fois à la Chambre des représentants en décembre 1972 pour représenter la troisième circonscription de la préfecture de Miyagi,. Il a occupé des postes importants dans le parti, comme celui de secrétaire général.
Mitsuzuka était un membre de la faction Abe, dirigé par Shintaro Abe. Mitsuzuka était l'un des « quatre grands » de cette faction , les autres étant Masajuro Shiokawa, Mutsuki Kato et Yoshirō Mori. Le 20 juin 1991, Mitsuzuka est devenu le chef de la faction Abe dans le LDP, place qu'il a hérité après la mort d'Abe en 1991.

### Carrière ministérielle
Le premier poste ministériel occupé par Mitsuzuka était celui de ministre des Transports dans le cabinet dirigé par le Premier ministre Noboru Takeshita,, de 1985 à 1986. Il a ensuite été nommé ministre du commerce et de l'industrie internationale dans le même cabinet lors d'un remaniement le 28 décembre 1988, remplaçant Hajime Tamura. Mitsuzuka était en poste jusqu'en 1989.
Il a été nommé ministre des Affaires étrangères en juin 1989, dans le cabinet dirigé par le Premier ministre Sosuke Uno. Son mandat a duré jusqu'en août 1989.
Mitsuzuka a été nommé ministre des Finances dans le deuxième cabinet de Ryutaro Hashimoto le 7 novembre 1996, remplaçant Wataru Kubo.  

## Mort
Mitsuzuka s'est blessé au dos en juin 2003, ce qui a détérioré sa santé. Il est mort de maladie dans un hôpital de Tokyo le 25 avril 2004 à l'âge de 76 ans.